# 华参
华参（学名：Sinopanax formosanus）是五加科华参属（Sinopanax）的唯一种，是台灣的特有植物。分布在台灣海拔1,000米至3,000米的地区。